# Diócesis de Juína
La diócesis de Juína (en latín: Dioecesis Iuinen(sis) y en portugués: Diocese de Juína) es una circunscripción eclesiástica latina de la Iglesia católica en Brasil, sufragánea de la arquidiócesis de Cuiabá. La diócesis tiene al obispo Neri José Tondello como su ordinario desde el 12 de noviembre de 2008. 

## Territorio y organización
La diócesis tiene 129 078 km² y extiende su jurisdicción sobre los fieles católicos de rito latino residentes en 8 municipios del estado de Mato Grosso en la microrregión de Aripuanã: Juína, Rondolândia, Aripuanã, Colniza, Cotriguaçu, Juruena, Castanheira y Brasnorte.
La sede de la diócesis se encuentra en la ciudad de Juína, en donde se halla la Catedral del Sagrado Corazón de Jesús.
En 2019 en la diócesis existían 11 parroquias: tres en Juína, dos en Cotriguaçu y uno en cada municipio.

## Historia
La diócesis fue erigida el 23 de diciembre de 1997 con la bula Ad plenius consulendum del papa Juan Pablo II, obteniendo el territorio de la diócesis de Ji-Paraná, con excepción del municipio de Brasnorte que pertenecía a la diócesis de Diamantino.
Del 21 al 23 de abril de 2006 se celebró en Juína el primer congreso eucarístico diocesano.

## Estadísticas
De acuerdo al Anuario Pontificio 2020 la diócesis tenía a fines de 2019 un total de 100 907 fieles bautizados.
| Año                                                                             | Población            | Población | Población      | Sacerdotes | Sacerdotes    | Sacerdotes    | Bautizados por sacerdote | Diáconos permanentes | Religiosos | Religiosos | Parroquias |
| Año                                                                             | Bautizados católicos | Total     | % de católicos | Total      | Clero secular | Clero regular | Bautizados por sacerdote | Diáconos permanentes | Varones    | Mujeres    | Parroquias |
| ------------------------------------------------------------------------------- | -------------------- | --------- | -------------- | ---------- | ------------- | ------------- | ------------------------ | -------------------- | ---------- | ---------- | ---------- |
| 1999                                                                            | 85 000               | 90 000    | 94.4           | 9          |               | 9             | 9444                     |                      | 10         | 16         | 6          |
| 2000                                                                            | 85 000               | 90 000    | 94.4           | 14         | 1             | 13            | 6071                     |                      | 14         | 20         | 8          |
| 2001                                                                            | 90 905               | 96 989    | 93.7           | 17         |               | 17            | 5347                     |                      | 18         | 20         | 9          |
| 2002                                                                            | 101 218              | 110 418   | 91.7           | 18         | 2             | 16            | 5623                     |                      | 18         | 19         | 9          |
| 2003                                                                            | 105 551              | 115 807   | 91.1           | 17         | 2             | 15            | 6208                     |                      | 15         | 33         | 9          |
| 2004                                                                            | 124 380              | 138 200   | 90.0           | 15         | 4             | 11            | 8292                     |                      | 13         | 35         | 9          |
| 2006                                                                            | 126 593              | 140 000   | 90.4           | 18         | 8             | 10            | 7032                     |                      | 11         | 32         | 10         |
| 2013                                                                            | 137 300              | 152 600   | 90.0           | 19         | 10            | 9             | 7226                     |                      | 10         | 18         | 11         |
| 2016                                                                            | 140 700              | 156 300   | 90.0           | 19         | 16            | 3             | 7405                     |                      | 4          | 21         | 11         |
| 2019                                                                            | 100 907              | 158 909   | 63.5           | 25         | 22            | 3             | 4036                     | 10                   | 3          | 15         | 11         |
| Fuente: Catholic-Hierarchy, que a su vez toma los datos del Anuario Pontificio. |                      |           |                |            |               |               |                          |                      |            |            |            |

## Episcopologio
- Franco Dalla Valle, S.D.B. † (23 de diciembre de 1997-2 de agosto de 2007 falleció)
- Neri José Tondello, desde el 12 de noviembre de 2008